# Ljusskär (söder om Helsingholmen, Kimitoön)
Ljusskär är en ö i Finland. Den ligger i Skärgårdshavet och i kommunen Kimitoön i landskapet Egentliga Finland, i den sydvästra delen av landet. Ön ligger omkring 51 kilometer söder om Åbo och omkring 150 kilometer väster om Helsingfors.
Öns area är 4,5 hektar och dess största längd är 310 meter i nord-sydlig riktning. Ön höjer sig omkring 20 meter över havsytan.